# 罗马盛衰原因论
《羅馬盛衰原因論》是法國政治哲學家孟德斯鳩撰寫的一部著作，探討古代羅馬的政治力量，以及其如何被濫用，以及羅馬衰亡的原因。這本書啟發了同時代的許多人，吉朋於1776所撰寫的羅馬帝國衰亡史或許是其中最有名的一位。
《论法的精神》是在本書出版後十四年方問世，也是從此時開始，這位啟蒙時代的大師開始思考羅馬的歷史。本書亦對於後來的史學寫作有重要影響：因為它形成了後來的人如何對歷史分期的方式：上古、中古、文藝復興以及近代。

## 中文譯本
罗马盛衰原因论，婉玲譯。北京：商務印書館。ISBN 9787100018708